# Alfons Peerboom
Alfons Peerboom (* 22. März 1877 in Eijsden, Provinz Limburg (Niederlande); † 14. August 1959 in Düsseldorf) war ein deutsch-niederländischer Stillleben- und Interieurmaler der Düsseldorfer Schule sowie ein Ornament- und Glaskünstler.

## Leben

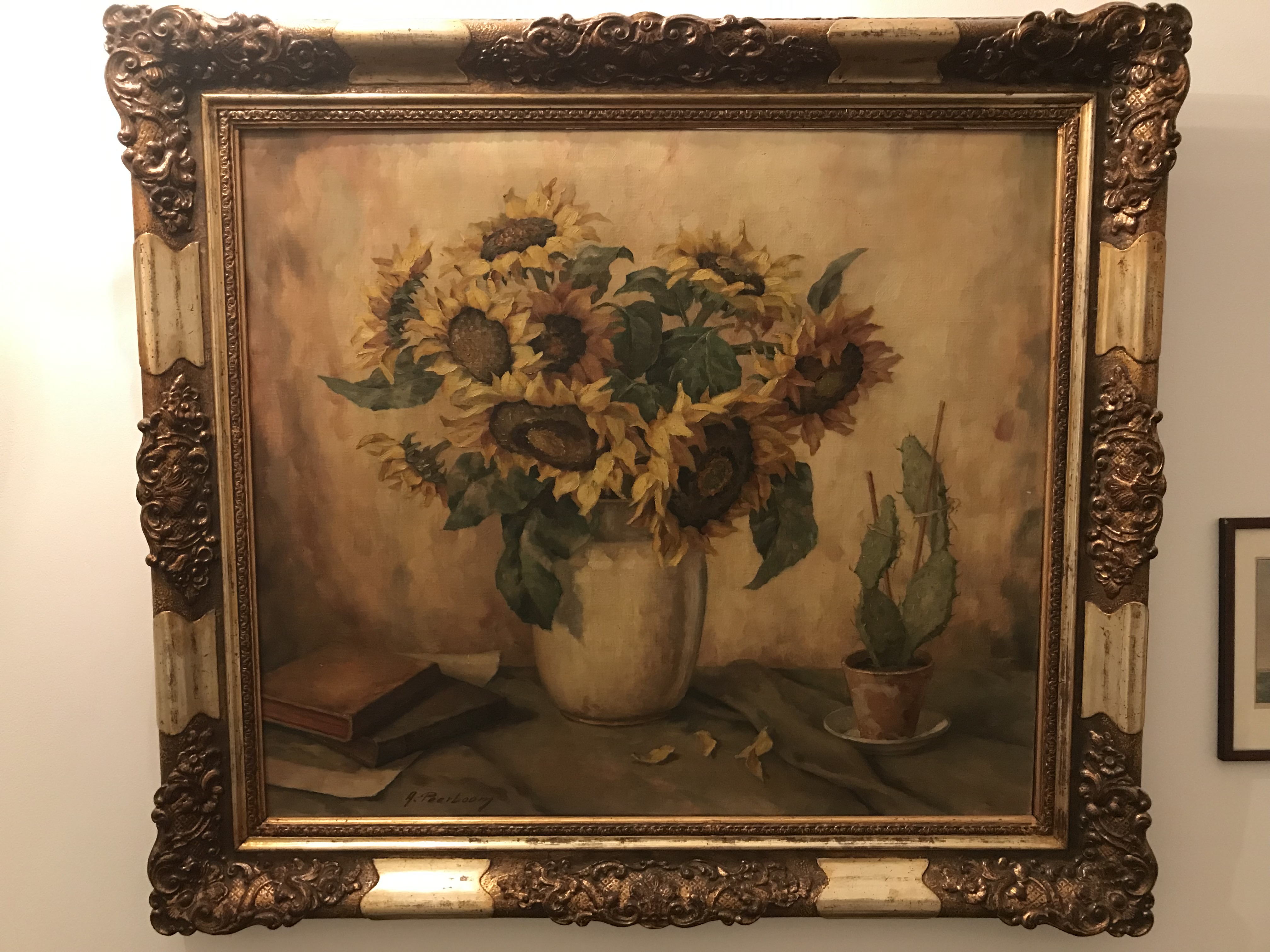
Gemälde von Peerboom, private Sammlung

Peerboom, Sohn von Alfons Peerboom und Sofia, geborene Broels, studierte an der Kunstgewerbeschule Düsseldorf und an der Kunstakademie Düsseldorf. In Düsseldorf, wo er sich vor allem durch Blumenstillleben profilierte, lebte er abgesehen vom Zeitraum zwischen 1940 und 1945, in dem er nach Wiesbaden verzogen war, bis zu seinem Tod. Er heiratete Friederike Sonnenschein (1887–1967). Das Paar hatte zwei Töchter (* 1914 und 1916). Sein Schüler wurde der spätere Tier- und Jagdmaler Carl Otto Fey. Sein Bruder Victor Peerboom (1879–1918) war seit 1912 Teilhaber der Düsseldorfer Tachometerwerke Peerboom & Schürmann.   
Außer durch Stillleben und Interieurs trat Peerboom ab 1907 durch Mappenwerke zu den Themen Kunstverglasung, Ornamentik und Innenraumgestaltung in Erscheinung. In den Jahren 1939 und 1940 nahm er jeweils mit einem Werk an der Austauschausstellung der Großen Deutschen Kunstausstellung in München teil. Peerboom verstarb in Oberkassel.

## Mappenwerke
- Neue Kunstverglasungen für die Praxis, 2 Bände, Schöpp & Vorsteher, Elberfeld 1907.
- Kunstverglasungen im modernen Stil, Verlag von Christian Schulz, Plauen i. V. 1910.
- Modernisierte Ornamentik im germanischen und romanischen Stil, Verlag von Christian Stoll, Plauen i. V. 1913 (Digitalisat).
- Modernisierte Ornamentik in Anlehnung an den gotischen Stil, Verlag von Christian Stoll, Plauen i. V. 1913.
- Modernisierte Ornamentik in Anlehnung an den Barock-Stil, Verlag von Christian Stoll, Plauen i. V. 1913 (Digitalisat).
- Neue Kunstverglasungen für Treppenhaus-, Dielen- und Badezimmerfenster, -oberlichte usw., Verlag von Christian Stoll (H. Schmittner), Plauen i. V. 1928.
- Moderne farbige Raumkunst, Verlag von Christian Stoll (H. Schmittner), Plauen i. V. [um 1932].
- Ornamentaler Flächenschmuck, Verlag von Christian Stoll (H. Schmittner), Plauen i. V. [um 1936].